# Ivar Mobekk
Ivar Mobekk (* 15. September 1959 in Elverum) ist ein ehemaliger norwegischer Skispringer.

## Werdegang
1979 gewann Mobekk, der für den Verein Elverum IL startet, die Bronzemedaille auf der Großschanze bei den Norwegischen Meisterschaften im Skispringen in Steinkjer. Auf Grund dieser Leistung wurde er daraufhin in den Nationalkader für den neu geschaffenen Skisprung-Weltcup aufgenommen. Seinen ersten Weltcup-Start bestritt Mobekk am 26. Januar 1980 im polnischen Zakopane. Überraschend konnte er bereits in seinem ersten Springen den 2. Platz erreichen. Auch im zweiten Springen von Zakopane stand er – diesmal als Dritter – auf dem Podium.
Bei den Olympischen Winterspielen 1980 und damit auch gleichzeitig stattfindenden Nordischen Skiweltmeisterschaften in Lake Placid erreichte Mobekk auf der Normalschanze den 24. und auf der Großschanze den 27. Platz. Nach dieser eher mäßigen Leistung legte er für ein Jahr eine internationale Wettkampfpause ein, um in seiner Heimat Norwegen zu trainieren.
Am 13. Februar 1981 startete er im Rahmen des Skifliegens in Ironwood wieder in den Weltcup und belegte im ersten Springen den 4. und im zweiten Springen den 9. Platz. Eine Woche später konnte er am 22. Februar in Thunder Bay nach einem 7. Platz im ersten Springen am Vortag, mit dem 2. Platz im zweiten Springen erneut aufs Podium springen. Diesen Erfolg konnte er noch einmal im französischen Saint-Nizier am 28. Februar 1981 wiederholen. Er beendete die Weltcup-Saison 1980/81 auf dem 9. Platz in der Gesamtwertung. Kurz nach Saisonende gewann er die Goldmedaille auf der Normalschanze bei den Norwegischen Meisterschaften in Eidsvoll. In der Weltcup-Saison 1981/82 gelang ihm kein Erfolg mehr. Die beste Platzierung war ein 12. Platz in Štrbské Pleso zum Saisonende. In die 1982/83 startete er ebenfalls nur minder erfolgreich. Erst in Bischofshofen konnte er mit einem 10. Platz seine Qualitäten wieder unter Beweis stellen. Nach zwei weiteren Top-20-Platzierungen in Lake Placid und Thunder Bay, beendete Mobekk nach dem Skifliegen am 19. Februar 1983 in Vikersund, wo er noch einmal einen 7. Platz erreichte, seine aktive Skisprungkarriere. Dabei gelang ihm mit 142 m auch seine persönliche Bestweite.

## Erfolge

### Weltcup-Platzierungen
| Saison  | Platz | Punkte |
| ------- | ----- | ------ |
| 1979/80 | 29.   | 35     |
| 1980/81 | 09.   | 91     |
| 1981/82 | 48.   | 08     |
| 1982/83 | 24.   | 32     |